# Ribes brandegeei
Ribes brandegeei är en ripsväxtart som beskrevs av Alice Eastwood. Ribes brandegeei ingår i släktet ripsar, och familjen ripsväxter. Inga underarter finns listade i Catalogue of Life.